# Christoph Daferner
Christoph Daferner (Pöttmes, 12 gennaio 1998) è un calciatore tedesco, attaccante della Dinamo Dresda.

## Carriera
Cresciuto nel settore giovanile del Monaco 1860, nel 2017 viene ceduto al Friburgo che lo aggrega alla propria seconda squadra; fa il suo esordio fra i professionisti il 21 aprile 2019 subentrando nella ripresa dell'incontro di Bundesliga perso 4-0 contro il Borussia Dortmund.
Nel 2019 viene ceduto in prestito alla Dinamo Dresda; utilizzato principalmente da subentrante, colleziona 21 incontri in 2. Bundesliga e realizza una rete, la prima fra i professionisti, contro l'Arminia Bielefeld.
Il 7 agosto 2020 passa a titolo definitivo alla Dinamo Dresda.
Il 1 luglio 2022 viene acquistato a titolo definitivo dal Norimberga per 1 milione di euro. Il 2 gennaio 2024 il Norimberga lo gira in prestito gratuito al Fortuna Düsseldorf fino a fine stagione.

## Statistiche
Statistiche aggiornate al 2 gennaio 2024.

### Presenze e reti nei club
| Stagione        | Squadra         | Campionato      | Campionato | Campionato | Coppe nazionali | Coppe nazionali | Coppe nazionali | Coppe continentali | Coppe continentali | Coppe continentali | Altre coppe | Altre coppe | Altre coppe | Totale | Totale | Totale |
| Stagione        | Squadra         | Comp            | Pres       | Reti       | Comp            | Pres            | Reti            | Comp               | Pres               | Reti               | Comp        | Pres        | Reti        | Pres   | Reti   |        |
| --------------- | --------------- | --------------- | ---------- | ---------- | --------------- | --------------- | --------------- | ------------------ | ------------------ | ------------------ | ----------- | ----------- | ----------- | ------ | ------ | ------ |
| 2016-2017       | Monaco 1860 II  | RL              | 8          | 3          |                 | -               | -               |                    | -                  | -                  |             | -           | -           | 8      | 3      |        |
| 2017-2018       | Friburgo II     | RL              | 31         | 10         |                 | -               | -               |                    | -                  | -                  |             | -           | -           | 31     | 10     |        |
| 2018-2019       | Friburgo II     | RL              | 29         | 14         |                 | -               | -               |                    | -                  | -                  |             | -           | -           | 29     | 14     |        |
| 2018-2019       | Friburgo        | BL              | 1          | 0          | CG              | 0               | 0               |                    | -                  | -                  |             | -           | -           | 1      | 0      |        |
| 2019-2020       | Erzgebirge Aue  | 2L              | 21         | 1          | CG              | 1               | 0               |                    | -                  | -                  |             | -           | -           | 22     | 1      |        |
| 2020-2021       | Dinamo Dresda   | 3L              | 37         | 12         | CG              | 2               | 1               |                    | -                  | -                  |             | -           | -           | 39     | 13     |        |
| 2021-2022       | Dinamo Dresda   | 2L              | 32         | 13         | CG              | 2               | 1               |                    | -                  | -                  |             | -           | -           | 34     | 14     |        |
| 2022-2023       | Norimberga      | 2L              | 29         | 3          | CG              | 4               | 0               |                    | -                  | -                  |             | -           | -           | 33     | 3      |        |
| 2023-2024       | Norimberga      | 2L              | 4          | 0          | CG              | 1               | 1               |                    | -                  | -                  |             | -           | -           | 5      | 1      |        |
| Totale carriera | Totale carriera | Totale carriera | 192        | 56         |                 | 10              | 3               |                    | -                  | -                  |             | -           | -           | 202    | 59     |        |

## Palmarès

### Club

#### Competizioni nazionali
- 3. Liga: 1

Dinamo Dresda: 2020-2021